# Baturijal Hilir
Baturijal Hilir is een bestuurslaag in het regentschap Indragiri Hulu van de provincie Riau, Indonesië. Baturijal Hilir telt 1647 inwoners (volkstelling 2010).